# Cantonul Heyrieux
Cantonul Heyrieux este un canton din arondismentul Vienne, departamentul Isère, regiunea Rhône-Alpes, Franța.

## Comune
- Charantonnay
- Diémoz
- Grenay
- Heyrieux (reședință)
- Oytier-Saint-Oblas
- Saint-Georges-d'Espéranche
- Saint-Just-Chaleyssin
- Valencin